# Skalní obydlí (Šemanovice)
 Poslechnout si článek · info
Skalní obydlí u čp. 31 v Šemanovicích, které jsou částí obce Kokořín v okrese Mělník ve Středočeském kraji, je zapsané jako kulturní památka v Ústředním seznamu nemovitých kulturních památek České republiky.Památkově chráněné skalní obydlí, které je jedním z mnoha podobných objektů v tomto regionu, se nachází na území Chráněné krajinné oblasti Kokořínsko – Máchův kraj.

## Historie
Na Kokořínsku, ale i v oblasti Dubského Švýcarska a Českého ráje nebo ve Zderazi na Chrudimsku vznikala od 18. až do 20. století řada navzájem si podobných skalních bytů, které se staly domovem především pro nejslabší sociální vrstvy zdejšího obyvatelstva. Převážná většina těchto skalních obydlí, považovaných za specifický druh lidové architektury, vznikla v 19. století a na počátku 20. století, avšak i nemálo bytů bylo vytesáno do pískovcových skal už v 18. století. Za jeden z nejstarších je považovaný skalní mlýn Hlučov u vsi Jestřebice, částí obce Dobřeň na Kokořínsku, chráněné jako vesnická památková zóna. Usuzuje se tak podle letopočtu  „1717“, vytesaného nad vchodem do zmíněného mlýna. 
Skalní obydlí u čp. 31 v Šemanovicích vzniklo pravděpodobně na přelomu 18. a 19. století. Na katastrálním území Šemanovic, sousední Březinky, Truskavny a jiných částí obce Kokořín v Šemanovickém dole se vyskytují ještě další podobné objekty.

## Popis
Dům čp. 31 se nachází v severovýchodní části vesnice poblíž kostela svatého Jana Nepomuckého.Skalní obydlí, skládající se ze čtyř místností, je vytesané v pískovcové skalní stěně, která strmě spadá Šemanovického dolu. Místnosti mají tradiční dispozici, charakteristickou pro tyto specifické objekty lidové architektury v oblasti Kokořínska.

## Ohlas v kultuře
Skalní obydlí bylo inspirací pro skalní byt vypravěččina otce v románu Teorie podivnosti od české spisovatelky Pavly Horákové. Ves je v románu pojmenována Šimonovice.

## Skalní obydlí v okolí

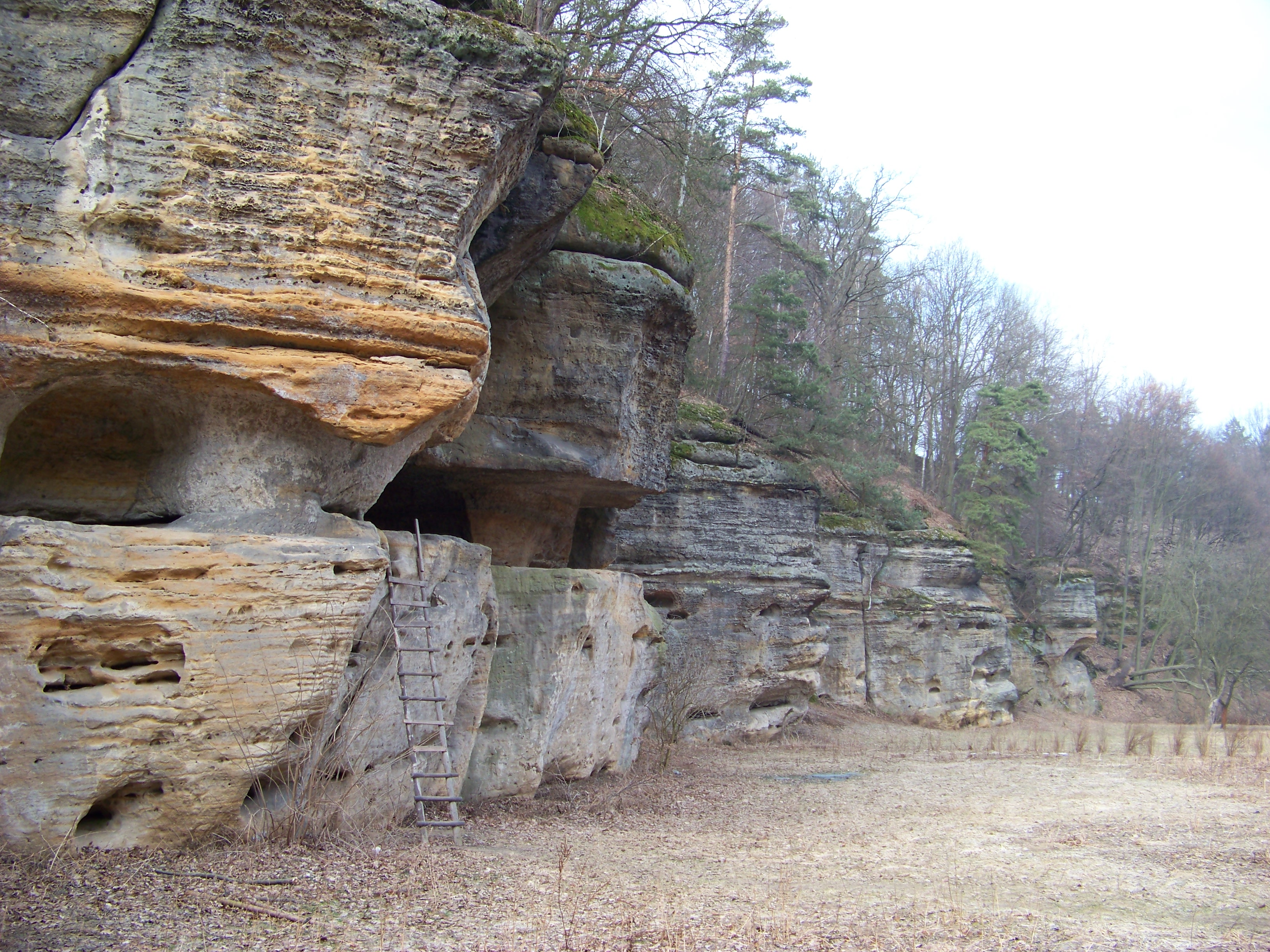
Skalní obydlí Klemperka

Na jižním okraji Šemanovic je lokalita  Na Skalách, kde se nachází skalní obydlí, které v dřívějších dobách sloužilo jako obecní byt pro chudé a nemocné. Obydlí Na Skalách bylo jedním z míst, kde se v roce 2000 natáčely některé scény z filmu režiséra a kameramana Františka Antonína Brabce Kytice.
Zhruba 400 metrů vzdušnou čarou od Šemanovic směrem na východ se nad Šemanovickým dolem, avšak již na katastru Jestřebice, tedy obce Dobřeň,  nachází umělá jeskyně Kostelíček. Toto obydlí je však zřejmě mnohem starší, než běžné skalní „byty pro chudé“ v oblasti Kokořínska – podle archeologických nálezů, konkrétně nálezů keramiky a kachlů, bylo toto místo obydleno již ve 13. a 14. století. Na katastru Jestřebice se nacházejí také Nedamy, uměle rozšířené jeskyně, které sloužily v době třicetileté války obyvatelům okolních vesnic jako úkryt před cizími vojsky.
Jižně od Šemanovic se v Šemanovickém dole mezi vesnicemi Březinka a Truskavna nachází rozlehlejší skalní byt Rozbořenka. Rozbořenka byla někdejší hájovna, vystavěná před rokem 1843. Původní objekt měl ještě roubenou světnici. Síň a hospodářské části domu, včetně komor na skladování řepy a brambor, vybudovaných později, byly zahloubeny ve skále. Název Rozbořenka pochází od jména vysloužilého panského hajného Antonína Rozbořila, který zde žil v roce 1891. Do roku 1945 skalní byt ještě užívala rodina zemědělského dělníka Josefa Borna, později byla Rozbořenka cílem trampů.
V dolní části Šemanovického dolu se při východním okraji osady Truskavna nachází systém umělých jeskyní Klemperka, jehož název je odvozen od místních pověstí o loupežníku Klemperovi. Toto skalní obydlí, které má horní a spodní patro, bylo vytesáno podél vodorovné pukliny v pískovcovém masivu ve výšce pěti metrů nad dnem údolí.
U cesty zahloubené ve východním svahu mezi okrajem vsi Truskavna a jeskyní Klemperka se nachází další skalní obydlí, které je stejně jako byt u čp. 31 v Šemanovicích zapsané v Ústředním seznamu nemovitých kulturních památek České republiky. Tento byt se skládá z několika místností v různých výškových úrovních a z malé stodoly, rovněž vytesané ve skále.